# Osservazione dei cetacei

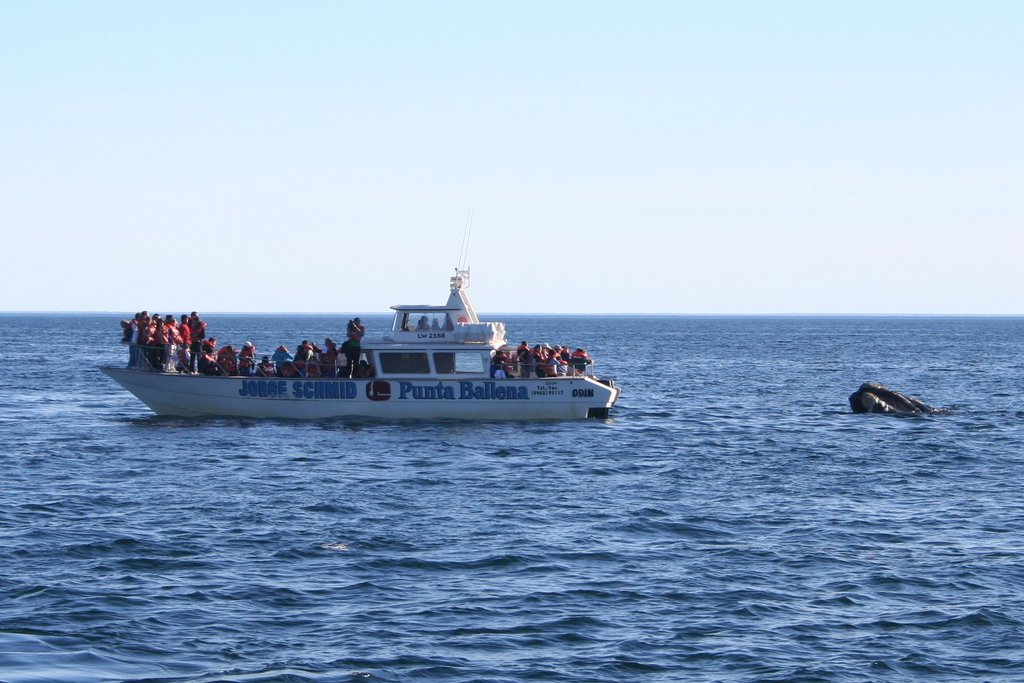
Osservazione di balene nella Penisola di Valdés, Argentina.

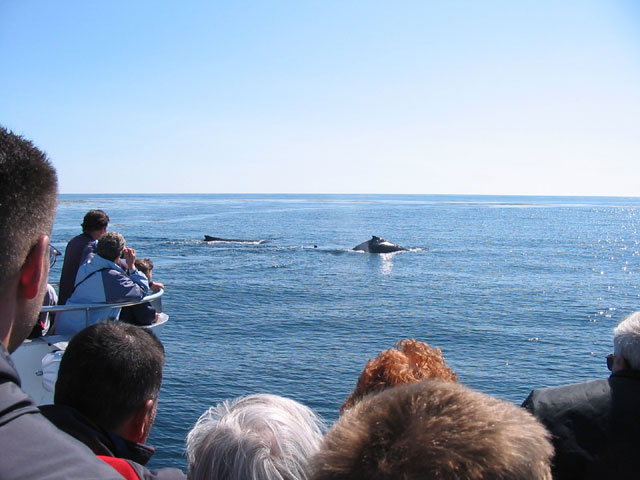
Turisti praticano l'osservazione delle balene.

L'osservazione dei cetacei (whale watching, in inglese) è una attività che consiste nell'osservazione dei cetacei nel loro ambiente naturale. L'espressione deriva dal termine osservazione ornitologica, vale a dire degli uccelli. In genere, l'osservazione dei cetacei viene praticata affidandosi a degli operatori che organizzano escursioni in barca nei luoghi la cui popolazione di cetacei è sufficientemente vasta. In pochissimi luoghi del mondo, come ad esempio lungo le coste meridionali del Sudafrica e dell'Australia, si può praticare l'osservazione delle balene anche da terra.
I luoghi più rinomati dove osservare le balene si trovano nelle acque al largo della Scandinavia, della costa pacifica del Messico, del Kenya, della Nuova Zelanda, delle isole Azzorre, di Capo Verde (in particolare nelle acque tra le isole di Sal e Boa Vista), dell'Islanda, del Canada (in particolare nella foce del San Lorenzo, in Québec), dell'Argentina (nella Penisola di Valdés, in Patagonia), dell'Australia e del Sudafrica (soprattutto nella regione di Mossel Bay).

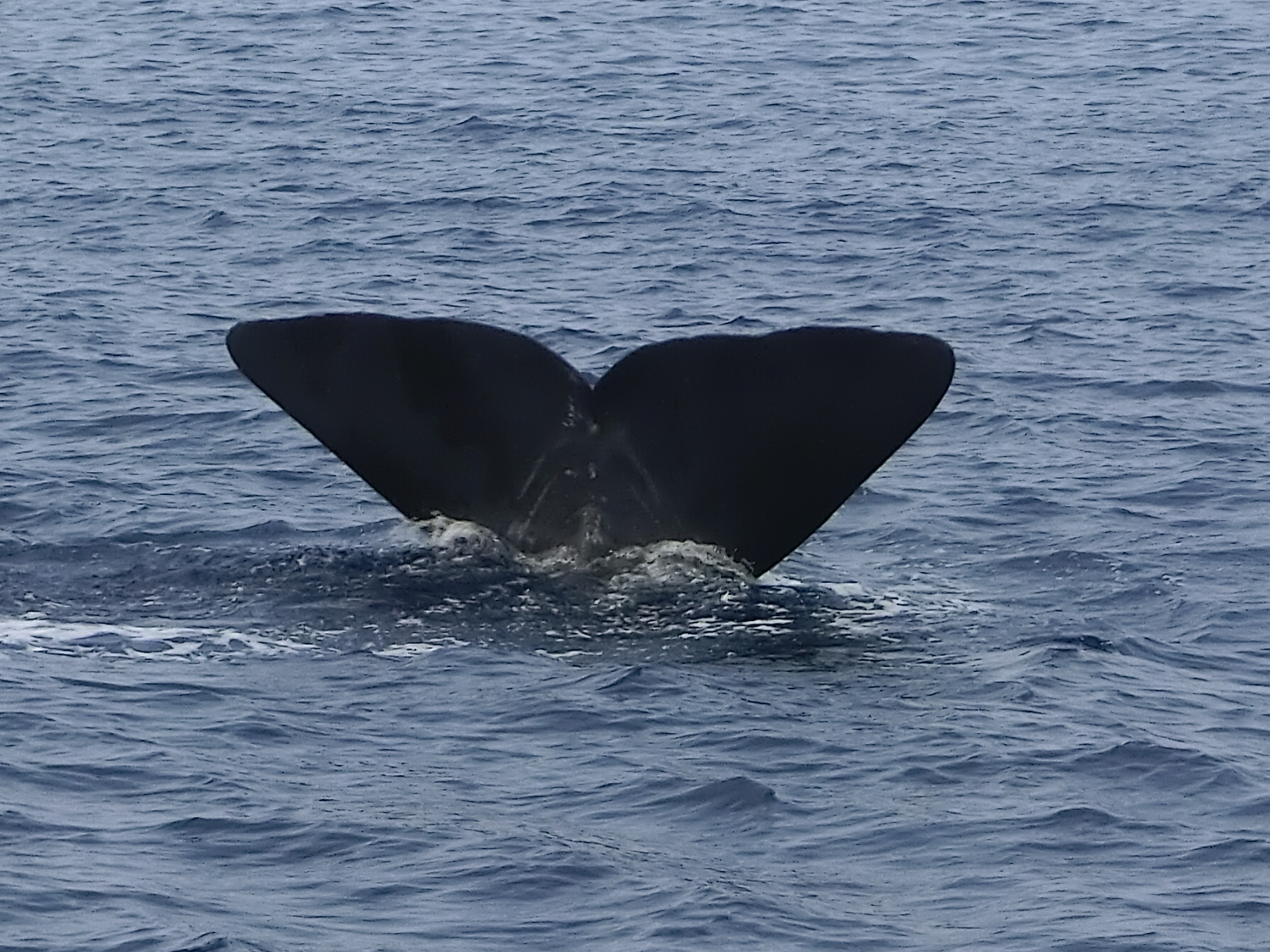
Coda di capodoglio in immersione nel Santuario dei Cetacei al largo della Liguria

Nel Mediterraneo è possibile osservare le balene in un'area protetta situata fra la Liguria e la Corsica detta Santuario dei Cetacei. Il WWF, assieme ad altre agenzie specializzate, organizza spedizioni periodiche in quest'area. I punti di partenza più importanti per effettuare le escursioni si trovano nell'estremo Ponente ligure, a Sanremo e a Imperia, zone da cui con soli 20 minuti di navigazione si arriva nelle aree d'osservazione.

## Storia
L'osservazione organizzata delle balene è iniziata negli Stati Uniti, quando il Cabrillo National Monument a San Diego è stato dichiarato luogo pubblico per l'osservazione della migrazione delle balene grigie; lo spettacolo attirò 10.000 visitatori nel suo primo anno, il 1950. Nel 1955 il primo avvistamento di balene in acqua iniziò nella stessa area, addebitando ai clienti 1 dollaro per viaggio per vedere le balene da vicino. L'industria si diffuse in tutta la costa occidentale degli Stati Uniti nel decennio successivo.
Nel 1971 la Montreal Zoological Society iniziò la prima attività commerciale di osservazione delle balene nella parte orientale del Nord America, offrendo viaggi nel fiume San Lorenzo per vedere le balenottere comuni e i beluga.
Nel 1984, Erich Hoyt, che aveva trascorso molto tempo tra le orche della British Columbia, pubblicò il primo libro completo sull'osservazione delle balene, The Whale Watcher's Handbook, che Mark Carwardine definì il suo libro "classico naturale" numero uno sulla rivista BBC Wildlife.
Nel 1985 più visitatori osservavano le balene dal New England alla California. La rapida crescita in quest'area è stata attribuita alla popolazione relativamente densa di megattere, il cui comportamento acrobatico come saltare fuori dall'acqua era motivo di attrazione e curiosità da parte dei visitatori.
Il turismo per l'osservazione delle balene è cresciuto notevolmente dalla metà degli anni '80. La prima indagine mondiale sull'osservazione delle balene è stata condotta da Hoyt per la Whale and Dolphin Conservation Society (WDCS) nel 1992. È stata aggiornata nel 1995 e presentata dal governo del Regno Unito alle riunioni della International Whaling Commission (IWC) come dimostrazione del valore di balene viventi. Nel 1999, l'International Fund for Animal Welfare (IFAW) ha chiesto a Hoyt un'altra espansione, che è stata pubblicata nel 2001. Nel 2009 il sondaggio è stato completato da un team di economisti e questo rapporto ha stimato che nel 2008 13 milioni di persone hanno osservato le balene, rispetto ai 9 milioni di dieci anni prima. Operazioni commerciali di osservazione delle balene sono state trovate in 119 paesi. Le entrate dirette dei viaggi di osservazione delle balene sono state stimate in 872,7 milioni di dollari e le entrate indirette di 2.113,1 milioni di dollari sono state spese dagli osservatori di balene in attività legate al turismo.
L'osservazione delle balene è di particolare importanza per i paesi in via di sviluppo. Le comunità costiere hanno iniziato a trarre profitto direttamente dalla presenza delle balene, aumentando in modo significativo il sostegno popolare per la protezione di questi animali dalla caccia commerciale alle balene e da altre minacce come le catture accessorie e gli attacchi navali utilizzando lo strumento delle aree marine protette e dei santuari. Nel 2007, la Humane Society International ha sponsorizzato una serie di seminari per introdurre l'osservazione delle balene nella costa del Perù e ha incaricato Hoyt di scrivere un progetto per l'osservazione delle balene sostenibile e di alta qualità. Questo manuale, successivamente tradotto in spagnolo, francese, indonesiano, giapponese, cinese e olandese, con la co-sponsorizzazione di WDCS, IFAW e Global Ocean è stato aggiornato in inglese nel 2012 in forma di ebook.

## Impatti sui cetacei
La rapida crescita del numero di viaggi di osservazione delle balene e le dimensioni della nave utilizzata per osservare le balene possono influenzare il comportamento delle balene, i modelli migratori e i cicli riproduttivi. Ci sono prove evidenti che l'osservazione delle balene può influenzare in modo significativo la biologia e l'ecologia di balene e delfini.
Gli attivisti ambientali, preoccupati per quella che considerano la mentalità "svelta" di alcuni proprietari di barche, continuano a sollecitare vivamente tutti gli operatori di whale watching a contribuire alla stesura di normative locali per disciplinare l'osservazione delle balene (non esistono norme internazionali standard a causa dell'enorme varietà di specie e popolazioni). Le regole comuni includono:
- Ridurre al minimo la velocità (raggiungendo la cosiddetta "No wake speed" ossia la velocità che permetta di mantenere una distanza minima tra l'osservatore e la balena[24][25]).
- Evitare le svolte improvvise
- Ridurre al minimo il rumore
- Non inseguire, circondare o inserirsi tra le balene
- Avvicinare agli animali da angoli in cui non saranno colti di sorpresa
- Considerare l'impatto cumulativo: ridurre al minimo il numero di barche in qualsiasi momento del giorno
- Non costringere i delfini a nuotare in modalità "bow-riding" (un comportamento particolare del delfino che consiste nel cavalcare le pressioni di prua delle barche)[26].
- Non permettere il nuoto con i delfini. (Quest'ultima regola è più controversa ed è spesso ignorata, ad esempio, nei Caraibi.) In Nuova Zelanda, le regole adottate ai sensi del Marine Mammals Protection Act consentono specificamente di nuotare con i delfini e le foche ma non con un branco di delfini che include i cuccioli[27].

In Uruguay, dove le balene possono essere osservate dalla spiaggia, i legislatori hanno designato le acque territoriali del paese come santuario per balene e delfini. È illegale trovarsi a meno di 300 metri da una balena.

## Posizioni
I tour di osservazione delle balene sono disponibili in varie località e climi. Per area sono:

### Oceano Atlantico e Indiano

#### Sudafrica
In Sudafrica, la città di Hermanus è uno dei centri mondiali per l'osservazione delle balene. Tra maggio e dicembre le balene franche australi si avvicinano così tanto alla costa del Capo che i visitatori possono osservare le balene dai loro hotel. La città impiega un "banditore di balene" per passeggiare per la città annunciando dove sono state avvistate le balene.
Si possono osservare le balene a Hermanus dalle cime delle scogliere, da una barca o da un aereo. Sono disponibili tour di osservazione delle balene in barca fuori dal porto di Hermanus New, che consente al pubblico di vedere le balene franche australi da giugno a metà dicembre. Il Port Elizabeth organizza un tour di osservazione delle balene in barca dal porto che consente al pubblico di vedere le balene franche australi da luglio a novembre, le megattere da giugno ad agosto e da novembre a gennaio e le balenottere di Bryde tutto l'anno, fino a chiudere. I visitatori possono anche vedere le megattere dal faro di Cape Recife (il punto occidentale di Algoa Bay), e le balene franche australi dai punti di osservazione lungo la costa. L'osservazione delle balene in barca (e l'osservazione dei delfini) è anche una popolare attrazione turistica in numerose altre città costiere del Sudafrica, come Plettenberg Bay, dove l'industria è collegata agli sforzi di conservazione e istruzione attraverso la conservazione marina volontaria con sede a Plettenberg Bay. Tale posto è visitato dalle balene franche australi nei mesi invernali e dalle megattere nei mesi estivi. Le balene di Bryde risiedono lì durante tutto l'anno. L'altro famoso centro per l'osservazione delle balene è False Bay. I tour lasciano Gordon's Bay e seguono la costa intorno alla baia. Le specie includono balene australi, megattere e balene di Bryde. Le orche sono presenti durante i mesi invernali. I visitatori includono balene pilota e capodogli pigmei. Si incontrano molte specie di delfini, compresi i cefalorinci di Heaviside. Gli stessi tour includono grandi squali bianchi a Seal Island e la colonia di pinguini africani a Simon's Town.

#### Atlantico sudoccidentale - Argentina, Brasile e Uruguay
In Brasile, le megattere sono osservate al largo di Salvador, nello stato di Bahia, e nel Parco Nazionale Marino di Abrolhos durante la loro stagione riproduttiva in inverno e primavera australi. Allo stesso modo, le balene franche australi vengono osservate dalla costa nello stato di Santa Catarina e nell'Espírito Santo durante la stessa stagione. Le coppie madre/figlio possono avvicinarsi alla riva fino a 30 metri (circa 100 piedi). I proventi dell'osservazione delle balene rafforzano le comunità costiere e hanno reso il comune di Imbituba, la "capitale delle balene" brasiliana.
In Argentina, la Penisola Valdés in Patagonia ospita (in inverno) la più grande popolazione riproduttiva di balene franche australi, con oltre 2.000 catalogate dal Whale Conservation Institute e Ocean Alliance. La regione contiene sei riserve naturali ed è considerata una delle principali destinazioni al mondo per l'osservazione delle balene, in particolare intorno alla città di Puerto Pirámides e alla città di Puerto Madryn, poiché le balene si trovano entro 200 metri (660 piedi) della spiaggia principale e svolgono un ruolo importante nella grande industria dell'ecoturismo nella regione.
In Uruguay, le balene franche australi sono osservabili dalla spiaggia in due dipartimenti costieri (Maldonado e Rocha) da giugno a novembre. I punti in cui vengono effettuati la maggior parte degli avvistamenti a Maldonado sono Punta Colorada, Punta Negra, Playa Mansa e Punta Salinas a Punta del Este, e a Rocha al largo delle spiagge di La Paloma e La Pedrera.

#### Atlantico nord-orientale
Stretti di marea (stretti che collegano due oceani o mari), insenature, lagune e temperature dell'acqua variabili forniscono habitat diversi per molteplici specie di cetacei. Un numero consistente vive al largo delle coste di Gran Bretagna, Irlanda, Islanda, Scandinavia, Portogallo, Spagna e Francia. I traghetti per auto commerciali che attraversano il Golfo di Biscaglia dalla Gran Bretagna e dall'Irlanda alla Spagna e alla Francia spesso passano accanto a enormi balene blu e focene molto più piccole. I tour a terra consentono spesso di vedere questi animali.
Al largo della costa meridionale dell'Irlanda, le megattere e le balenottere comuni sono regolarmente avvistate in viaggi organizzati di osservazione delle balene tra luglio e febbraio. Le specie avvistate tutto l'anno includono balenottere minori, orche, focene e delfini comuni, tursiopi e delfini di Risso. C'è anche un gruppo residente di delfini tursiopi nell'estuario dello Shannon che attira turisti tutto l'anno. Chanonry Point è uno dei posti migliori nel Regno Unito per osservare i delfini tursiopi. I delfini sono visibili dalla riva, in particolare con la marea in arrivo quando giocano e pescano nelle forti correnti. Anche altri animali selvatici, tra cui focene e foche grigie, possono essere avvistati regolarmente.
Nella Norvegia settentrionale (Nordland e Troms) le orche sono visibili nel Vestfjorden, nel Tysfjorden, nell'Ofotfjorden e nell'Andfjorden mentre le aringhe si radunano nei fiordi per rimanere durante l'inverno e al largo delle isole Lofoten durante l'estate. Ad Andenes su Andøya a Vesterålen e intorno a Krøttøya a Troms, capodogli può essere osservato tutto l'anno, i viaggi di osservazione delle balene estive si svolgono da maggio a settembre, i viaggi invernali con le orche e le megattere sono offerti da ottobre ad aprile. Tromsø offre anche l'osservazione dei Physeter macrocephalus e altre balene. La piattaforma continentale Eggakanten e le acque profonde dove si radunano i capodogli sono molto vicine alla costa, a partire da soli 7.000 metri (23.000 piedi) dal porto di Andenes.
In Portogallo l'osservazione delle balene è disponibile in Algarve. Lagos e Portimão sono i luoghi più importanti per l'osservazione delle balene. Le specie osservate in quest'area sono il globicefalo, il tursiope, il comune e il delfino striato.
Nel mezzo dell'Atlantico nord-orientale, intorno agli arcipelaghi di Madeira, delle Azzorre e di Capo Verde, l'osservazione delle balene è in aumento e popolare grazie a una maggiore protezione e istruzione. Una delle balene più comuni in queste regioni è il capodoglio, in particolare gruppi di femmine che partoriscono.
In Spagna è possibile osservare le balene lungo lo Stretto di Gibilterra, le Isole Canarie e nel Golfo di Biscaglia. Tarifa è la città più importante per l'osservazione delle balene nello Stretto di Gibilterra; questa porta del Mar Mediterraneo è anche un punto centrale tra le acque più fredde del nord e le acque tropicali al largo dell'Africa: una buona rotta per la migrazione dei cetacei. Le specie osservate in quest'area sono il tursiope, il delfino striato, il pilota, il capodoglio, la pinna e l'orca assassina. Nelle Isole Canarie è possibile vedere questi e altri, come la balena blu, dal becco, la pseudorca, la balenottera di Bryde, la Stenella frontalis, lo steno e il delfino di Risso.
In Islanda è possibile vedere le balene in molti luoghi tra cui Reykjavík. I più comuni sono la balenottera minore, la megattera, la balena blu e il capodoglio, così come il lagenorinco rostrobianco e la focena.

#### Atlantico nordoccidentale
Nel New England e al largo della costa orientale di Long Island negli Stati Uniti, la stagione dell'osservazione delle balene si svolge in genere da metà primavera a ottobre, a seconda sia del tempo che della posizione precisa. È qui che si osservano spesso la megattera, la balenottera comune, la balenottera minore e la balena franca del Nord Atlantico molto minacciata e pesantemente protetta. Per generazioni, aree come il Golfo del Maine e lo Stellwagen Bank National Marine Sanctuary sono state importanti zone di alimentazione per queste specie: ancora in epoca moderna gran parte delle acque al largo della costa orientale sono ricche di Ammoditidi e altre prelibatezze nutritive di cui le madri possono insegnare a nutrirsi ai cuccioli.
In passato quest'area era la capitale dell'industria baleniera statunitense, in particolare Nantucket, un'isola appena al largo della costa del Massachusetts. Sebbene la caccia alle balene sia vietata da molti anni e leggi severe vietino le molestie di questi grandi mammiferi selvatici, non è raro che le balene si avvicinino di loro iniziativa alle barche atte all'osservazione delle balene: è comune, ad esempio, per i cuccioli di megattere avvicinarsi alla barca e per osservare gli umani a bordo da vicino. Non è raro vedere questi animali giocare e nutrirsi nei porti, tra cui New York o Bostondove. A partire dal 2011, un esperto della Cornell University ha registrato le vocalizzazioni di sei specie di balene tra cui la megattera, la balenottera comune e l'enorme balenottera azzurra nelle immediate vicinanze del ponte Verrazano-Narrows nella parte inferiore del porto di New York e c'è almeno una compagnia che offre tour della vita marina fuori dalla penisola di Rockaway nel Queens. A causa di queste visite sempre più frequenti, nuove leggi riguardano la sicurezza dei diportisti, dei pescatori e delle stesse balene: al largo di Boston, ad esempio, le navi mercantili devono rallentare per proteggere la molto più lenta balena franca nordatlantica ed è in programma di erigere un apparato per le acque molto più trafficate che circondano New York City che possa avvertire le barche della presenza e della posizione di una balena in modo da evitare di colpire accidentalmente l'animale. A causa della relativa diversità di balene e delfini con facile accesso alla costa, la ricerca sui cetacei si svolge presso il Woods Hole Oceanographic Institute e la Riverhead Foundation, tra gli altri centri.
Il Canada orientale ha molti tour di avvistamento delle balene a Terranova e Labrador, Nuova Scozia o New Brunswick. Ventidue specie di balene e delfini frequentano le acque di Terranova e Labrador, anche se le più comuni sono le megattere, le balenottere minori, i beluga e le orche assassine. Un'altra zona popolare per l'osservazione delle balene è a Tadoussac, Quebec, dove i beluga preferiscono l'estrema profondità e la mescolanza di acqua dolce e fredda dal fiume Saguenay all'estremità interna del Golfo di San Lorenzo. Al largo di Tadoussac si vedono spesso anche megattere, visoni, balenottere e balenottere azzurre. La baia di Fundyè una zona di alimentazione altrettanto importante per balene e decine di altre creature del mare; condivide una popolazione di megattere migratrici con l'America ed è un noto vivaio estivo per le balene franche madri con i relativi cuccioli.
Sulla costa orientale degli Stati Uniti, Virginia Beach, l'osservazione delle balene è un'attività invernale dalla fine di dicembre alla metà di marzo. Balene megattere e di altro tipo sono avvistate al largo della costa di Virginia Beach durante le gite in barca per l'osservazione delle balene gestite dal Virginia Aquarium and Marine Science Center. Gli avvistamenti sono per lo più di giovani cetacei che si trovano vicino alla foce della baia di Chesapeake, dove il cibo è abbondante, mentre gli adulti continuano ad accoppiarsi nei Caraibi. I genitori dei cuccioli raccolgono la loro prole sulla via del ritorno a nord, dove l'intera famiglia trascorre le estati.
L'ecoturismo basato sui viaggi in kayak sta guadagnando popolarità nelle destinazioni di vacanza in acque calde come Sarasota Keys. Le escursioni guidate in kayak portano i kayakisti in un tour dell'ecosistema locale. I kayakisti possono osservare i delfini violare e i lamantini mangiare l'erba marina, nelle acque poco profonde della baia.
Le acque che circondano la Virginia sono anche un noto corridoio migratorio per la balena franca del Nord Atlantico in via di estinzione: le femmine gravide devono passare attraverso quest'area intorno a dicembre per raggiungere i luoghi di nascita lungo la costa della Georgia e della Florida. Per questi motivi le acque tra la penisola di Delmarva e le isole barriera che si estendono a sud verso il nord della Florida devono essere monitorate ogni inverno e primavera mentre le madri danno alla luce i loro piccoli, li allattano e poi preparano loro stesse e i loro piccoli a tornare a nord lungo le acque vicino al New England e al Canada.

#### Caraibi
Circa 25 specie sono osservate nelle acque del Mar dei Caraibi, come megattere, capodogli, zifidi e molti altri piccoli cetacei. Le principali attività di osservazione delle balene si svolgono nella baia di Samaná, nella Repubblica Dominicana, un noto terreno fertile per le megattere. Caribwhale e la Caribbean Whale Watch Association includono operatori impegnati in attività sostenibili di osservazione delle balene, oltre a esperti, ambientalisti e gruppi di ricerca, come l'International Fund for Animal Welfare, la Dalhousie University e l'Association Evasion Tropicale.

#### Oceano Indiano settentrionale
Sulle coste meridionali e orientali dello Sri Lanka e delle Maldive, il settore è in crescita. Durante l'inverno e l'estate, la balenottera azzurra pigmea e i capodogli attraversano la punta meridionale dell'isola, migrando verso le acque più calde del sud-est asiatico. Molte balenottere azzurre pigmee possono essere viste a Dondra point in Sri Lanka, accessibile attraverso il porto di Mirissa o Weligama. In Sri Lanka è possibile organizzare tour di osservazione delle balene. Le balene blu e alcuni tipi di delfini possono essere visti nel mare di Mirissa. Molti avvistamenti sono stati segnalati da novembre ad aprile.

#### Mar Mediterraneo settentrionale
Nel Santuario Pelagos per i Mammiferi Marini del Mediterraneo, situato nelle acque di Italia, Francia e Monaco, sono presenti otto specie di mammiferi marini, la maggior parte tutto l'anno. Frequenti escursioni estive partono dai porti di Genova e Imperia, in Liguria.

### Oceano Pacifico

#### Pacifico orientale – Colombia, Ecuador e Panama
In Colombia, le città di Bahía Solano e Nuquí sono visitate da un gran numero di megattere da fine luglio a inizio ottobre.
A Panama, l'arcipelago delle Pearl Islands riceve circa 300 megattere da fine giugno a fine novembre. Questi erano diventati l'attrazione principale per i tour di avvistamento delle balene a partire da Panama City. Nel Golfo di Chiriqui, il Parco Nazionale dell'Isola di Coiba, Patrimonio dell'Umanità, e le isole vicino alla città di Boca Chica offrono opportunità per l'osservazione delle balene. Isla Iguana vicino a Pedasi è una destinazione popolare per gli osservatori di balene. Diverse fondazioni addestrano i membri della comunità locale ad esibirsi come guida e capitani per tour di osservazione delle balene.
In Ecuador, da giugno a settembre, ci sono molti siti da cui è possibile avvistare grandi gruppi di megattere, tra cui Isla de la Plata (anche detta Little Galapagos) e Salinas, all'estremità della penisola di Santa Elena.

#### Pacifico nord-orientale – Messico e Stati Uniti
Sulla costa occidentale del Canada e degli Stati Uniti, è possibile osservare delle balene in Alaska (in estate), nella Columbia Britannica e nelle Isole San Juan/Puget Sound a Washington, dove a volte sono visibili delle orche dalla riva. Durante i mesi estivi nel Pacifico nord-orientale si possono osservare tre tipi di orche: orche residenti, transitorie e al largo.
Sulla costa dell'Oregon, diverse specie di balene, in particolare le balene grigie, possono essere avvistate tutto l'anno e lo Stato addestra volontari per assistere i turisti nei mesi invernali, durante la stagione migratoria delle balene. In California, sulla costa meridionale, è possibile osservare le balene tutto l'anno. Durante l'inverno e la primavera (dicembre-maggio), le balene grigie possono essere viste dalla costa durante la loro migrazione annuale (il posto migliore è Point Vicente), mentre le balenottere azzurre sono spesso avvistate tra luglio e ottobre. Balene comuni, balenottere minori, orche e varie specie di delfini possono essere avvistate tutto l'anno. In primavera, estate e autunno alle Isole Farallon al largo di San Francisco, si possono vedere megattere, balene grigie e blu.
In Messico, le varie lagune della Baja California Sur diventano l'habitat riproduttivo delle balene grigie a febbraio e marzo. Le megattere possono essere viste al largo della punta meridionale della Baja California, e al largo di Puerto Vallarta a Jalisco, sulla costa occidentale del Messico, e Barra de Potosi sulla costa meridionale del Messico, nel stato di Guerrero. Diverse città del Messico celebrano l'arrivo della balena con feste come Guerrero Negro, nella prima metà di febbraio e il porto di San Blas il 24 e 25 febbraio.
Alla fine di marzo 2021, una balenottera azzurra di 70 piedi è stata avvistata vicino alla costa di Orange County, in California. Questi mammiferi sono generalmente avvistati nei mesi estivi, ma questa balenottera azzurra è stata avvistata fuori stagione, diretta a nord, vicino al molo di Balboa e al litorale di Newport Beach.

#### Pacifico centrale –Hawaii
L'osservazione delle balene è possibile sia all'interno che all'esterno dell'Hawaiian Islands Humpback Whale National Marine Sanctuary. I posti migliori per vedere le balene alle Hawaii sono i canali protetti tra le isole hawaiane. I mesi migliori per vedere le balene qui sono gennaio e febbraio, quando puoi è possibile vedere da 2 a 4 balene in un periodo di 15 minuti, sebbene le fluttuazioni tra 0 e 20 avvistamenti siano normali.

#### Pacifico occidentale – Asia orientale e sud-orientale
Molti paesi asiatici hanno grandi industrie di osservazione delle balene. Nel 2008 i maggiori, in termini di numero di turisti, sono stati Cina, Taiwan e il Giappone. Anche India, Cambogia, Hong Kong, Indonesia, Filippine e Maldive offrono avvistamenti di delfini e balene. L'osservazione dei delfini in Cina si concentra quasi interamente sulla baia di Sanniang nel Guangxi. Taiwan ha diversi porti per l'osservazione delle balene sulla sua costa orientale. Il Giappone ha una vasta gamma di attività di osservazione di balene e delfini su tutte le isole principali e Okinawa, Zamami, Ogasawara, Mikura-Jima e Miyake-jima.
Nelle Filippine, oltre trenta specie di balene e delfini possono essere osservate intorno a Pamilacan nel Visayas centrale, nel Golfo di Davao, nella costa settentrionale delle isole Babuyan a Batanes, nella baia di Pasaleng e nello stretto di Malampaya, a Palawan. Il Visayas è un'area particolarmente nota per gli avvistamenti di delfini e ospita una delle popolazioni più numerose del delfino di Fraser nel mondo. Le specie di delfini nelle Visayas sono attratte dalle esche ittiche e dalle operazioni di pesca commerciale. Nella provincia più settentrionale di Batanes sono state avvistate almeno 12 specie di balene e delfini, rendendola l'unico luogo del paese con la più alta diversità di cetacei. Sembra che non ci sia una stagione specifica per l'osservazione delle balene nelle Filippine, anche se le acque più calme della stagione estiva offrono in genere le condizioni migliori. Alcune popolazioni, come quelle del delfino Irrawaddy, della balena di Bryde e delle megattere a Batanes, sembrano migratrici. Altre popolazioni devono ancora essere studiate. Anche alcune ex comunità di caccia alle balene costiere nelle Filippine hanno iniziato a generare entrate per l'osservazione delle balene.
In Indonesia, gli squali balena possono essere osservati a Nabire, nella regione di Papua.

#### Sud-est del Pacifico – Cile e Perù
Nel Golfo del Corcovado e nelle acque dell'arcipelago Guaitecas è possibile avvistare una varietà di balene e delfini, tra cui: Cephalorhynchus eutropia, lagenorinci australi, tursiopi, megattere, la balenottera minore e orche assassine. Il Golfo del Corcovado è "probabilmente il più grande luogo di alimentazione e cura delle balene blu [...] nell'intero emisfero australe". Tutto ciò rende l'arcipelago di Guaitecas un luogo privilegiato per l'osservazione delle balene. Nelle località di Piñihuil, i pescatori locali di Quellón e Melinka offrono tour di avvistamento delle balene.

#### Pacifico sudoccidentale – Nuova Zelanda e Australia
Kaikoura in Nuova Zelanda è un sito di osservazione delle balene di fama mondiale. Il mare intorno a Kaikoura supporta un'abbondanza di vita marina, con il reddito della città derivante in gran parte dal turismo generato dall'osservazione delle balene e dal nuoto con o intorno ai delfini. L'osservazione dei capodogli a Kaikoura si è sviluppato rapidamente ed è diventato un leader del settore. La città è andata in recessione dopo il crollo della caccia alle balene in Nuova Zelanda. Il suo sviluppo è stato utilizzato per sostenere i vantaggi dell'osservazione delle balene invece di cacciarle.
La Sunshine Coast e Hervey Bay (dove le balene soggiornano e riposano prima di migrare) nel Queensland, in Australia, offrono condizioni affidabili per l'osservazione delle balene per le megattere australi dalla fine di giugno alla fine di novembre di ogni anno. Sydney, Eden, Port Stephens, Narooma e Byron Bay nel New South Wales sono altri luoghi famosi per i tour da maggio a novembre.
Le balene franche australi si vedono da giugno ad agosto lungo la costa meridionale dell'Australia. Sono spesso facilmente visibili dalla costa intorno a Encounter Bay vicino a Victor Harbor e fino a un centinaio alla volta possono essere visti dalle cime delle scogliere a capo della Great Australian Bight vicino a Yalata.
Nell'Australia occidentale, le balene vengono osservate vicino a Cape Naturaliste nel sud-est dell'Oceano Indiano e a Cape Leeuwin, dove si incontrano l'Oceano Indiano e l'Oceano Australe.
Nell'Oceano Antartico ci sono molti punti per vedere le balene, sia da terra che a bordo della nave. Albany, sulla costa meridionale dell'Australia occidentale, la città in cui si trovava l'ultima stazione baleniera terrestre nell'emisfero meridionale è sede di una fiorente industria di osservazione delle balene. A Victoria un sito popolare è Logan's Beach a Warrnambool, così come nelle acque al largo di Port Fairy e Portland. In Tasmania le balene possono essere viste lungo tutta la costa orientale e persino sul fiume Derwent. Nell'Australia meridionale le balene vengono osservate nelle aree del Great Australian Bight del parco marino e più vicino ad Adelaide a Victor Harbor.
Nell'Australia orientale, l'osservazione delle balene si verifica in molti punti lungo la costa del Pacifico. Dai promontori si possono spesso vedere le balene mentre migrano verso sud. A volte, le balene arrivano persino nel porto di Sydney.
I parchi nazionali e la fauna selvatica del New South Wales hanno avuto un ruolo attivo nel 2010 durante la stagione di punta dell'osservazione delle balene australi tra maggio e novembre con il lancio del suo sito di osservazione delle balene.

## Caccia e avvistamento di balene
Canada, Groenlandia e Norvegia hanno industrie in crescita per l'osservazione delle balene. Anche Giappone, Stati Uniti, Russia e Islanda hanno industrie di osservazione delle balene. L'Islanda ha avuto l'industria dell'osservazione delle balene in più rapida crescita al mondo tra il 1994 e il 1998.

### Canada
L'osservazione e la caccia delle balene si svolgono in diverse regioni del Canada: la prima principalmente sulle coste dell'Atlantico e del Pacifico, la seconda esclusivamente nell'Artico. L'osservazione delle balene avviene nel fiume San Lorenzo, nella baia di Hudson occidentale vicino a Churchill e nella Columbia Britannica. La caccia si svolge nella parte orientale della Baia di Hudson (Nunavik, Quebec), nel Nunavut e nel Mare di Beaufort. I ricercatori hanno suggerito che le aree di caccia trarrebbero maggiori benefici dall'osservazione delle balene che dalla caccia, poiché essa richiede più risorse di quante ne guadagni. Nel 2018 il Canada ha implementato nuove restrizioni volte a ridurre le interazioni umane con le balene. Seguendo queste regole, tutte le barche devono stare più lontane dai mammiferi rispetto a prima. Alcune attività, incluso lo snorkeling con le megattere, sono vietate.

### Groenlandia
La Groenlandia ha piccole operazioni di osservazione delle balene a Disko Bay e Nuuk. Entrambe le aree hanno attività di caccia al beluga. C'è stata una controversia su chi fosse autorizzato a partecipare alla caccia e a consumare la carne.

### Norvegia
Il piacere di osservare i cetacei vivi è piuttosto separato dall'industria baleniera domestica in Norvegia; tuttavia, l'osservazione delle balene è diventata una popolare attrazione turistica nazionale soprattutto ad Andfjorden (Vesterålen e Troms) e intorno a Tromsø.
- In modo univoco, le opinioni pubbliche contro la caccia alle balene hanno mostrato aumenti improvvisi nel 2014, quando una balenottera minore Heiko, probabilmente incinta, dal nome dell'orca Keiko e un ricercatore locale di cetacei Heike Vester che monitora la sicurezza della balena, si è liberata con successo delle navi baleniere rifugiandosi in acque molto basse delle Lofoten, dove da anni non si vedevano grandi balene; questo ha fornito la possibilità alla gente del posto di assistere ai cetacei a distanza ravvicinata. L'apparizione di Heiko provocò presto un aumento dell'interesse tra la gente del posto[103]. Col passare del tempo, Heiko ha attirato un maggiore interesse nazionale e internazionale, il che ha portato a maggiori interrogatori e opposizione all'industria della caccia alle balene in Norvegia.

### Giappone
Erich Hoyt e altri ambientalisti sostengono che una balena vale più viva e osservata che morta. L'obiettivo è persuadere i loro governi a ridurre le attività di caccia alle balene. Questo dibattito continua presso la Commissione internazionale per la caccia alle balene, soprattutto perché i paesi balenieri lamentano che la scarsità di carne di balena e altri prodotti ne ha aumentato il valore. Tuttavia, il mercato della carne di balena è crollato e in Giappone il governo sovvenziona il mercato attraverso la distribuzione nelle scuole e altre promozioni. Nel 1997, 2.000 tonnellate di carne di balena sono state vendute per 30 milioni di dollari: una balenottera minore da 10 tonnellate sarebbe quindi valsa 150.000 dollari. Non c'è accordo su come valutare un singolo animale anche se il suo vero valore è probabilmente molto più alto. Tuttavia, dalla maggior parte delle comunità costiere coinvolte nell'osservazione delle balene è chiaro che i profitti possono essere realizzati e sono distribuiti più orizzontalmente in tutta la comunità rispetto al caso in cui gli animali fossero uccisi dall'industria baleniera.
- Ci sono state controversie tra operatori di osservazione delle balene e balenieri nella nazione. Ad esempio, la caccia alle balene è stata operata proprio davanti alle navi di osservazione, causando malessere tra i passeggeri nazionali e internazionali a bordo e controversie interne si sono diffuse su Internet nello Stretto di Nemuro nel 2007. È noto che il berardio boreale e la Balaenoptera acutorostrata scompaiono o sono diventate più difficili da avvicinare durante le stagioni delle operazioni di caccia alle balene nell'area. Notevoli declini e sparizioni (o abbandoni di habitat) di questi animali dalle acque costiere causate dalla caccia commerciale e scientifica che è stata operata in ampi areali al largo della metà orientale di Honshu e Hokkaido, in particolare al largo di Abashiri, nel Golfo di Sendai e lungo la costa di Chiba, ha causato una drammatica diminuzione degli avvistamenti di entrambe le specie in molte aree, abbastanza da costringere i balenieri a cambiare il loro raggio operativo, e un operatore di osservazione a Muroran ha affermato che la caccia alle balene ha influito sui profitti a causa del grave calo e dei bassi tassi di avvistamenti riusciti nell'area[104]. La caccia al berardio boreale nel Mar del Giappone è cessato negli ultimi decenni e si dice che le balene siano diventate più amichevoli durante questo periodo; tuttavia, la caccia commerciale è stata ripresa nel Mar del Giappone e ha causato preoccupazioni tra gli ambientalisti dei cetacei.
- Il primo avvistamento di balene in Giappone è stato condotto nelle Isole Bonin nel 1998 da un gruppo chiamato "Geisharen鯨者連" formato da gruppi di persone nazionali e internazionali tra cui celebrità nazionali e internazionali e importanti ricercatori e ambientalisti di cetacei come Roger Payne, Erich Hoyt, Richard Oliver, Jim Darling, John Ford, Kyusoku Iwamoto (fumettista), Hutoushiki Ueki (scrittore scientifico), Nobuyuki Miyazaki (capo dell'Atmosphere and Ocean Research Institute dell'Università di Tokyo), Nobuaki Mochizuki (uno dei primi fotografi di balene al mondo a registrare una balena franca del Pacifico settentrionale sott'acqua nel 1990 nelle Isole Bonin) e Junko Sakuma (freelance). Durante questo periodo, fino a prima che il gruppo raggiungesse la destinazione, il Ministero dell'agricoltura, delle foreste e della pesca giapponese e altri gruppi e individui anonimi hanno osservato i movimenti del gruppo e hanno cercato di fare pressione affinché non conducessero il tour. Prima di questo movimento, coloro che sostenevano la conservazione di mammiferi marini inclusi i pinnipedi, o individui che cercavano di correggere le cacce illegali ed eccessivamente estese (incluso CW Nicol, che era un simpatizzante delle industrie baleniere giapponesi) o dei media nazionali che hanno svolto incarichi di segnalazione in Giappone sono stati discriminati[105][106]. Questi includono un ex pescatore che è stato ostracizzato dalla comunità, per poi diventare un operatore di osservazione delle balene[107]. Diversi altri tour sono stati effettuati da ex balenieri o cacciatori di delfini in luoghi come Abashiri e Muroto.

### Russia
L'osservazione delle balene russe coinvolge le orche al largo della penisola di Kamchatka, ai margini del Mare di Okhotsk. I beluga sono cacciati nel Mare di Okhotsk e più a nord. Erich Hoyt della Whale and Dolphin Conservation Society ha identificato altri luoghi in Russia per sviluppare l'osservazione delle balene.

### Islanda
Alla ripresa della caccia alle balene in Islanda nell'agosto 2003, gruppi favorevoli alla caccia alle balene, come i pescatori che sostengono che l'aumento degli stock di balene esaurisce le popolazioni ittiche, hanno suggerito che la caccia alle balene sostenibile e l'osservazione delle balene potrebbero coesistere. I lobbisti dell'osservazione delle balene, come il curatore del Museo delle balene di Húsavík Asbjorn Bjorgvinsson, ribattono che le balene più curiose, che si avvicinano alle barche molto da vicino e forniscono gran parte dell'intrattenimento durante le gite di osservazione delle balene, saranno le prime ad essere catturate. Le organizzazioni favorevoli alla caccia alle balene come la High North Alliance, d'altra parte, affermano che alcune compagnie di osservazione delle balene in Islanda sopravvivono solo perché ricevono finanziamenti da organizzazioni contro la caccia alle balene. Nel 2020 l'Islanda ha cessato le attività di caccia alle balene a causa della pandemia di COVID-19; le conseguenti restrizioni e la diminuzione delle vendite verso il Giappone hanno limitato la fattibilità di una caccia redditizia. Nello stesso anno, la caccia alla Balaenoptera acutorostrata da parte dell'unica compagnia che si rivolgeva ai mercati nazionali fu definitivamente interrotta. La decisione di interrompere tutte le attività di caccia alle balene è stata presa per la stagione baleniera estiva del 2021 alla luce delle restrizioni pandemiche e del costante aumento del turismo di avvistamento delle balene.

## Galleria d'immagini

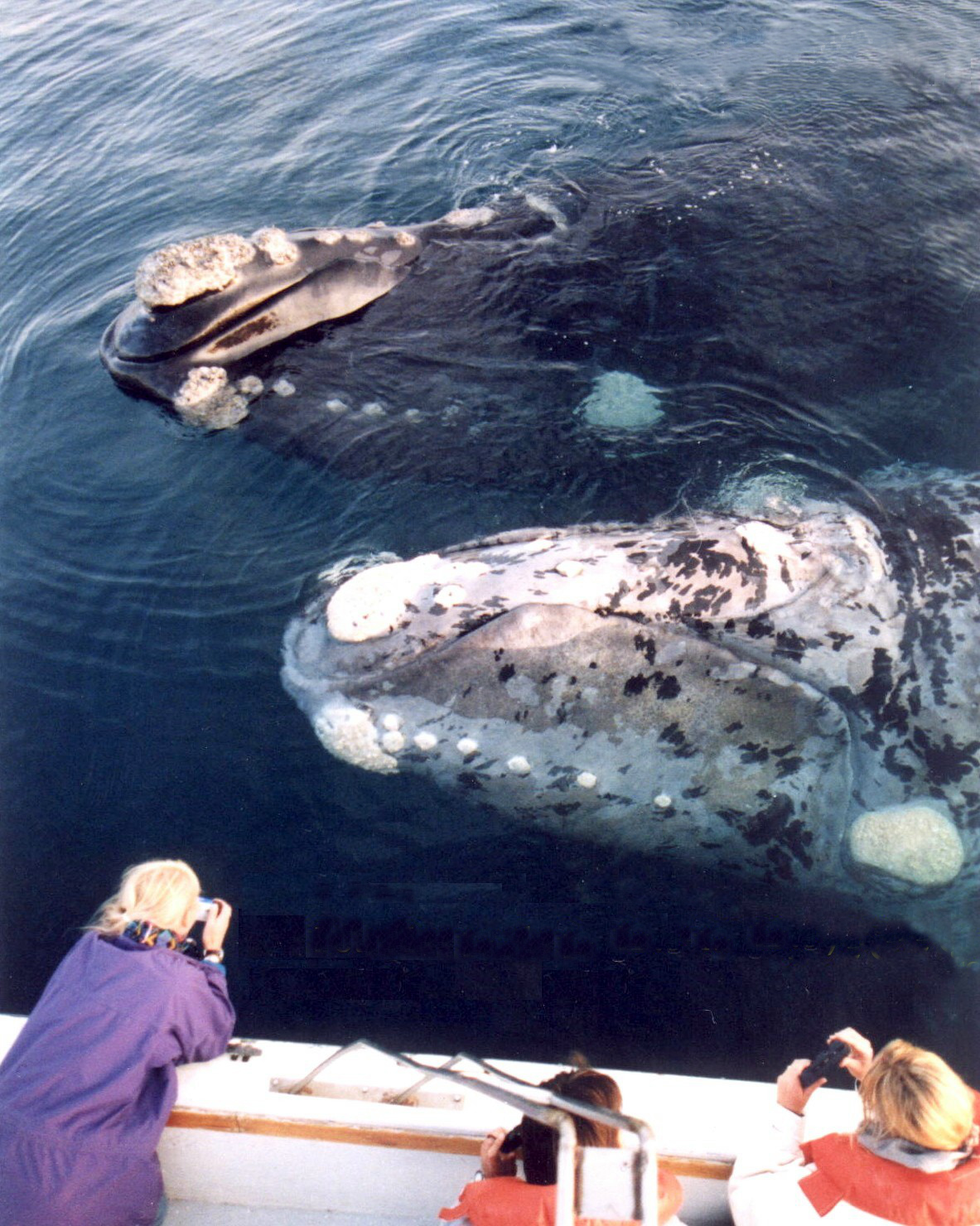
Osservazione di balene franche australi nella penisola di Valdes
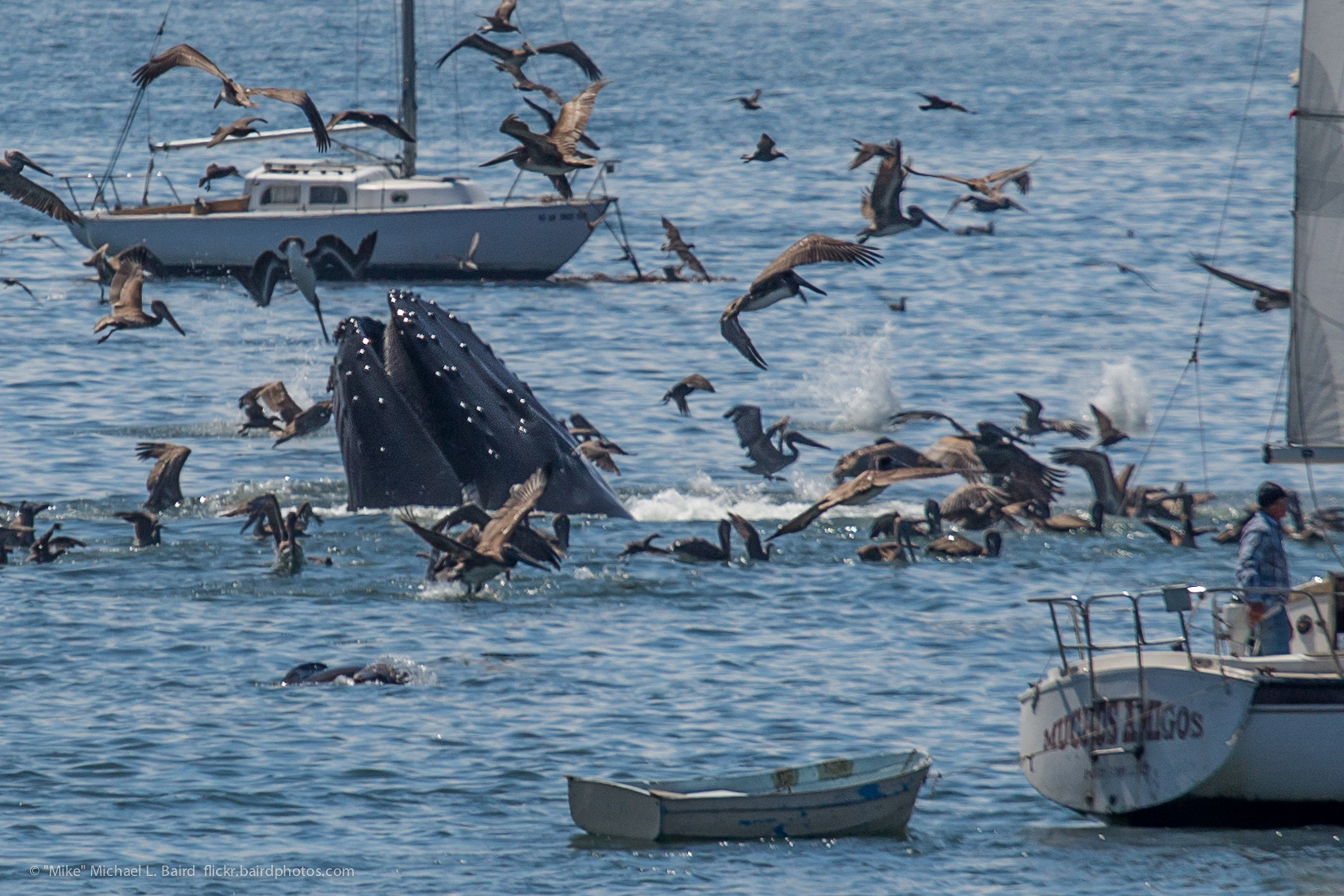
Megattera e pellicani bruni al largo di Avila Beach, California
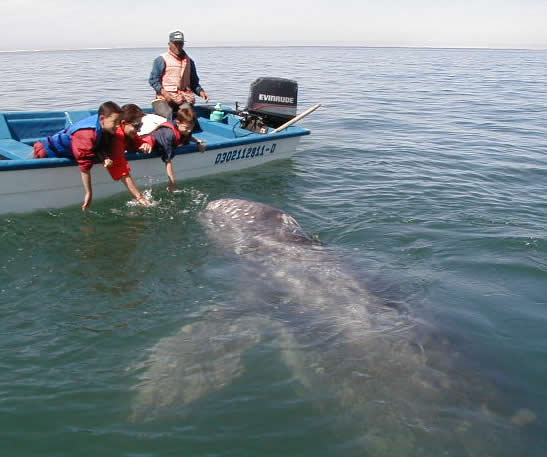
Osservazione delle balene a El Vizcaíno, con persone che cercano di entrare in contatto con l'animale. Questa pratica non è raccomandata dalla maggior parte degli osservatori di balene
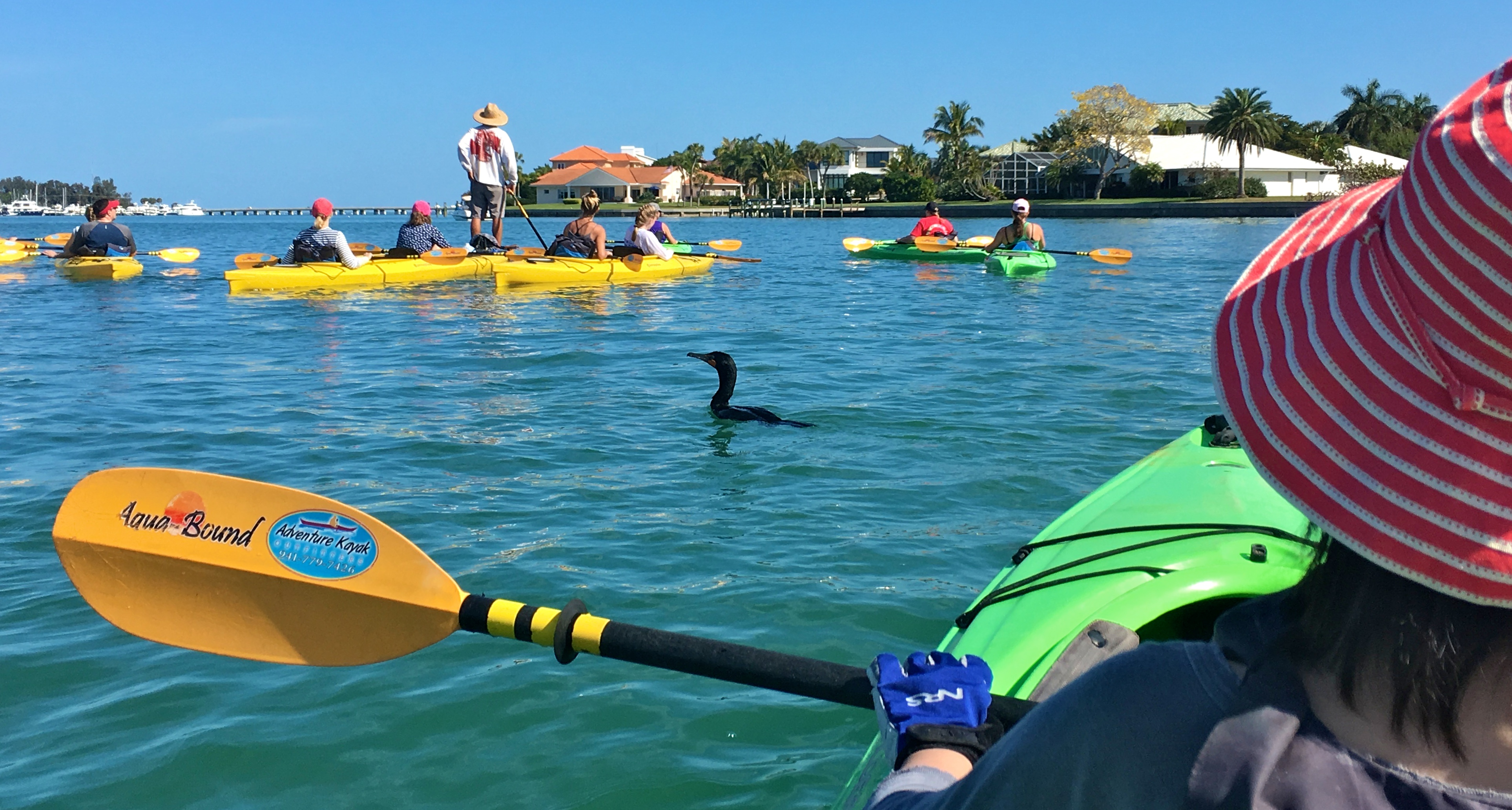
La guida dell'ecotour si trova su un kayak per avvistare delfini e lamantini, intorno al Lido Key
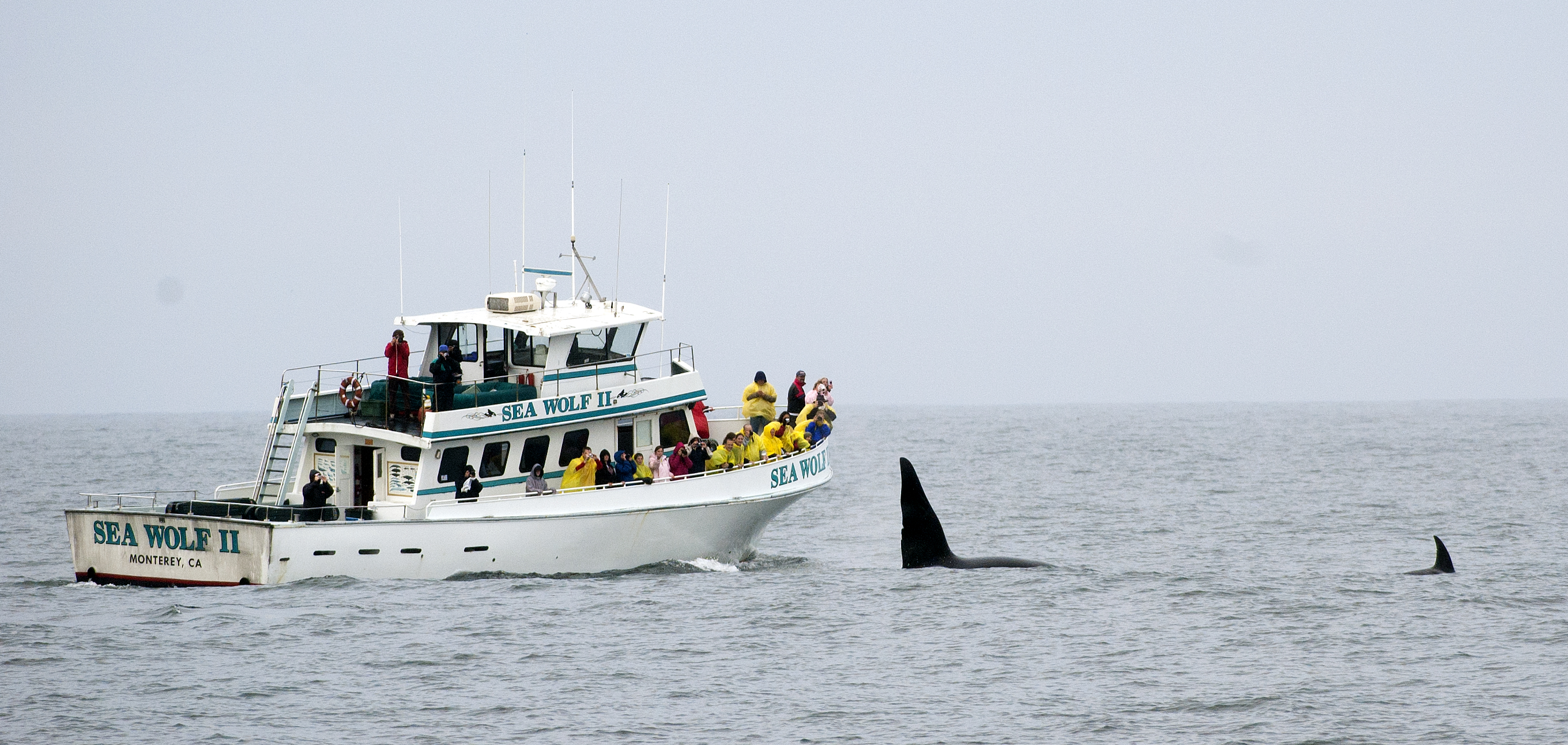
Osservazione di orche nella baia di Monterey
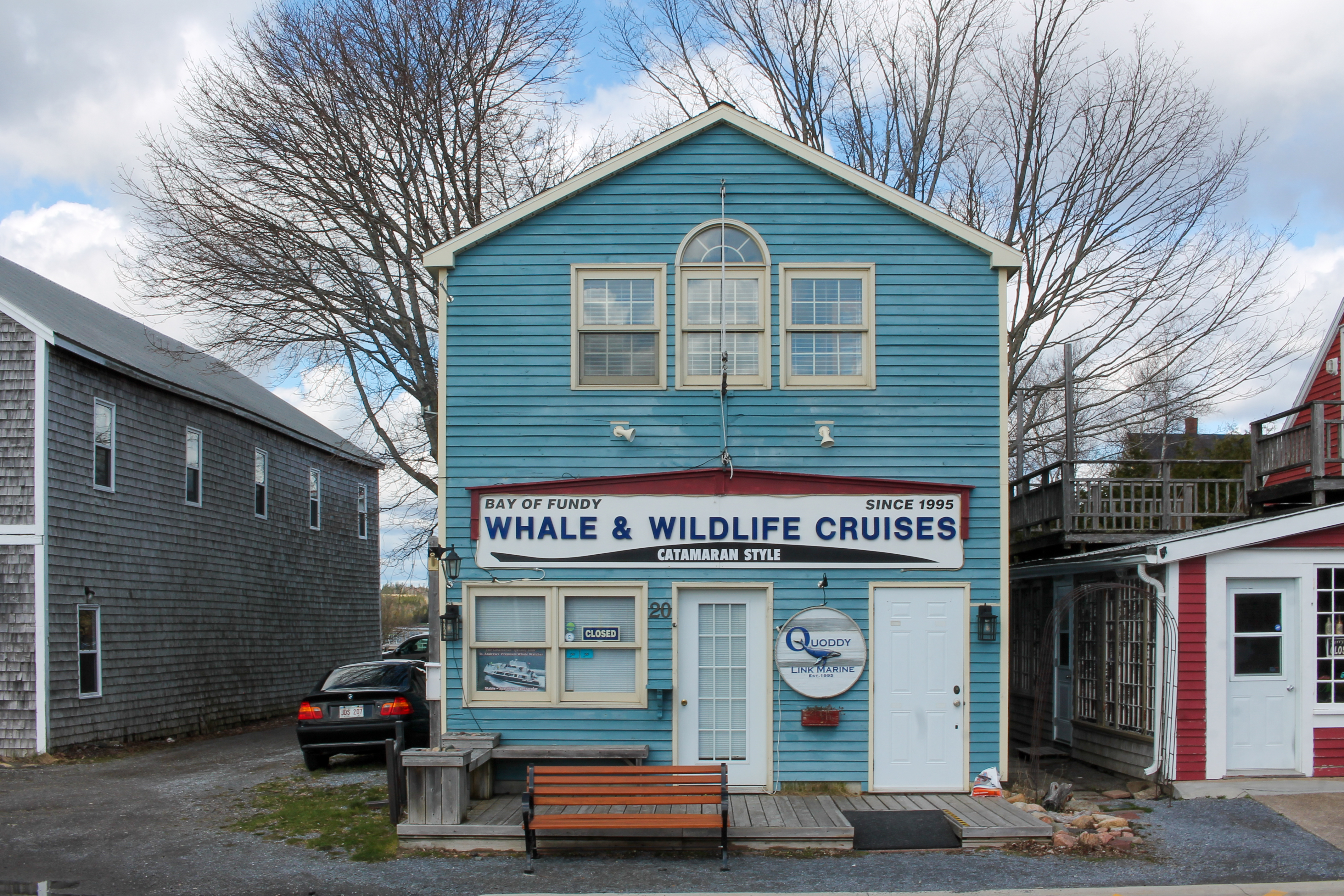
Attività di osservazione delle balene a Saint Andrews, New Brunswick